# رامیلس (اکلاهما)
رامیلس (به انگلیسی: Romulus) یک منطقهٔ مسکونی در ایالات متحده آمریکا است که در شهرستان پوتاواتامی، اکلاهما واقع شده‌است.